# Gaidarbek Gaidarbekov
Gaidarbek Abdulovitsj Gaidarbekov (Russisch: Гайдарбек Абдулович Гайдарбеков) (Kaspijsk, 6 oktober 1976) is een voormalig bokser uit Rusland. Hij werd olympisch kampioen in de middengewichtklasse op de Olympische Spelen van 2004. Ook won hij zilver op de Olympische Spelen in 2000. In 2004 won hij het Europese kampioenschap.

## Erelijst

### Olympische Spelen
- 2004 in Athene, Griekenland (–75 kg)
- 2000 in Sydney, Australië (–75 kg)

### Europese kampioenschappen
- 2004 in Pula, Kroatië (−75 kg)

1904: Charles Mayer ·
1908: John Douglas ·
1920: Harry Mallin ·
1924: Harry Mallin ·
1928: Piero Toscani ·
1932: Carmen Barth ·
1936: Jean Despeaux ·
1948: László Papp ·
1952: Floyd Patterson ·
1956: Gennadi Sjatkov ·
1960: Eddie Crook ·
1964: Valeri Popentsjenko ·
1968: Chris Finnegan ·
1972: Vjatsjeslav Lemesjev ·
1976: Michael Spinks ·
1980: José Gómez ·
1984: Shin Joon-sup ·
1988: Henry Maske ·
1992: Ariel Hernández ·
1996: Ariel Hernández ·
2000: Jorge Gutiérrez ·
2004: Gaidarbek Gaidarbekov ·
2008: James DeGale ·
2012: Ryōta Murata ·
2016: Arlen López ·
2020: Hebert Conceição ·
2024: Oleksandr Chyzjnjak